# بيط دقيق
بيط دقيق (الاسم العلمي: Bittium delicatum) هو نوع من الرخويات يتبع جنس البيط من الفصيلة القرطيونية.